# Acanthus ebracteatus
Acanthus ebracteatus är en akantusväxtart. Acanthus ebracteatus ingår i släktet akantusar, och familjen akantusväxter.

## Underarter
Arten delas in i följande underarter:
- A. e. ebarbatus
- A. e. ebracteatus

## Bildgalleri

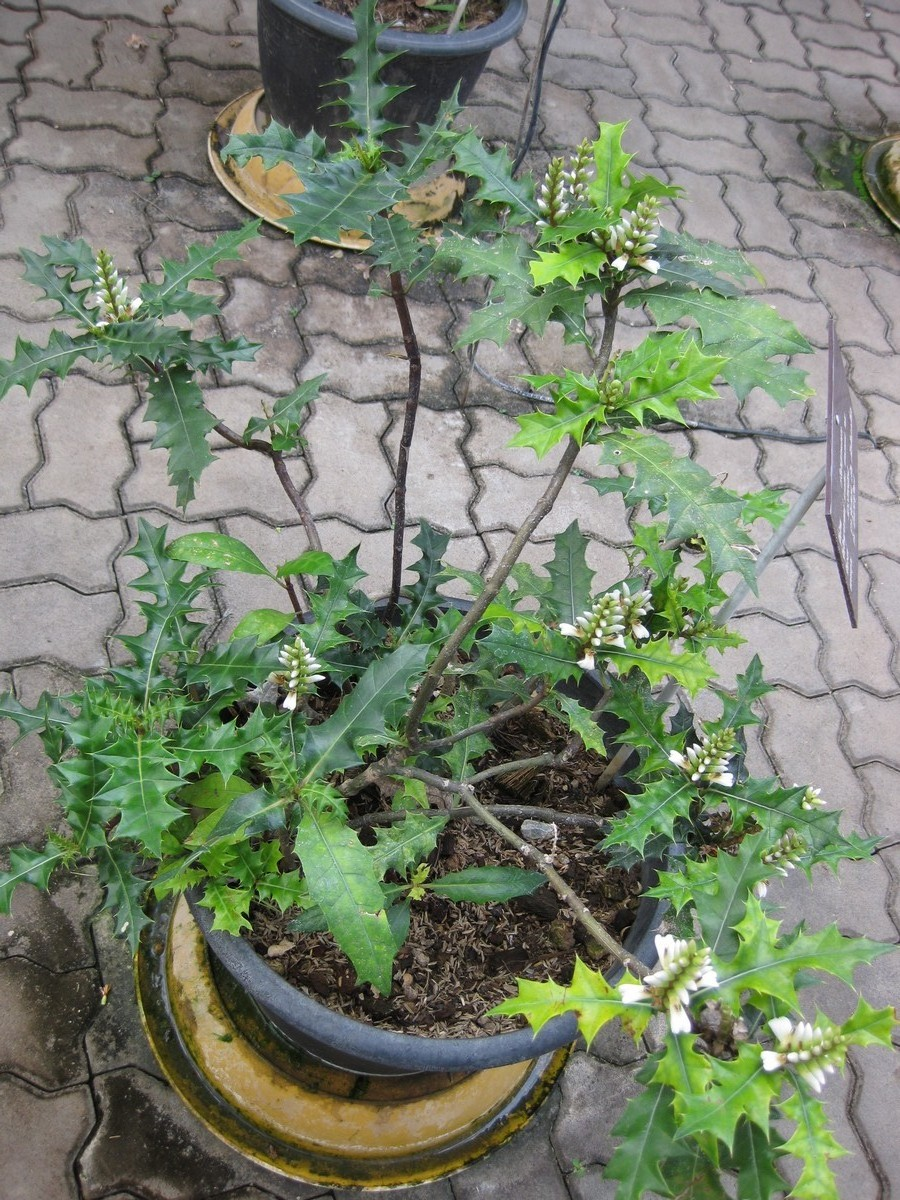
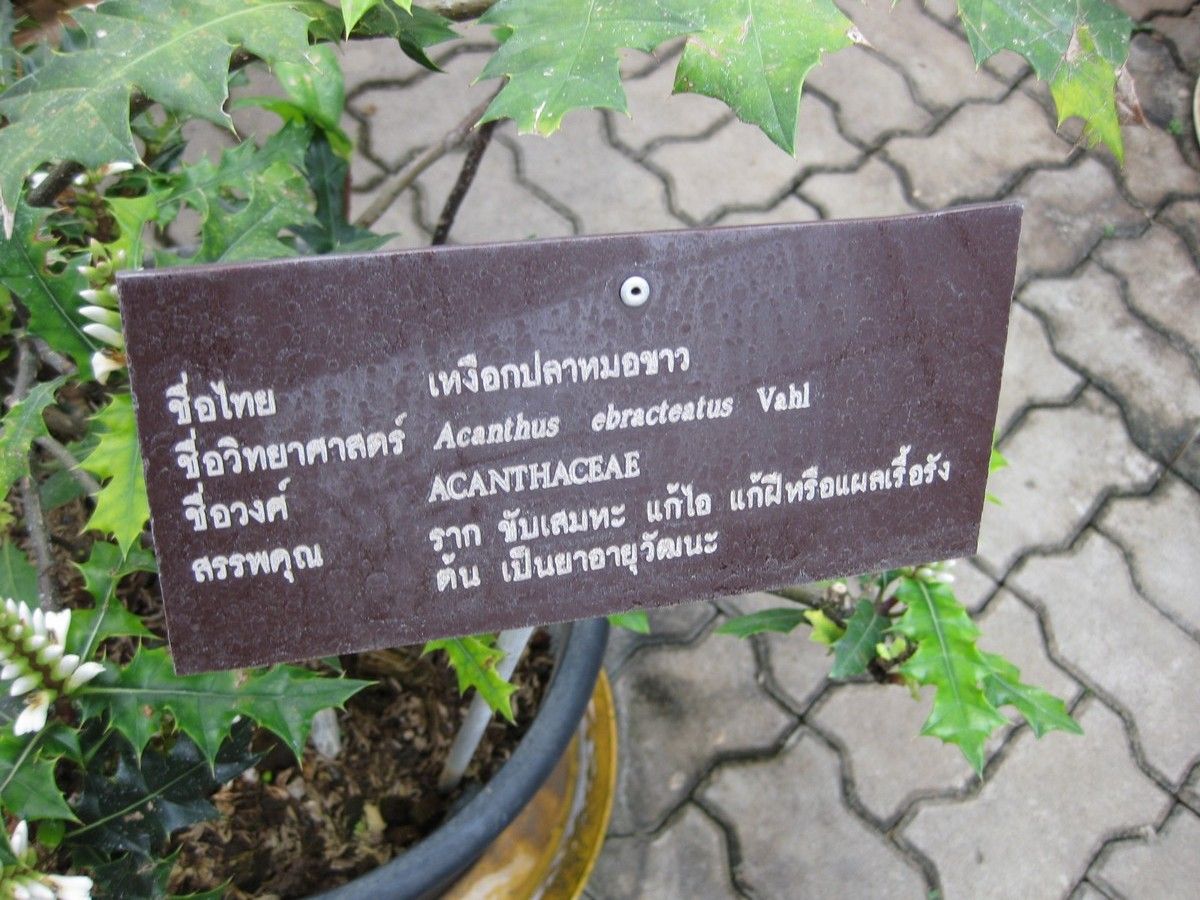